# (6058) Carlnielsen
(6058) Carlnielsen es un asteroide perteneciente al cinturón de asteroides, región del sistema solar que se encuentra entre las órbitas de Marte y Júpiter, descubierto el 7 de noviembre de 1978 por Eleanor F. Helin y el también astrónomo Schelte John Bus desde el Observatorio del Monte Palomar, Estados Unidos.

## Designación y nombre
Designado provisionalmente como 1978 VL5. Fue nombrado Carlnielsen en homenaje a Carl August Nielsen, compositor danés que destaca especialmente por sus seis sinfonías.

## Características orbitales
Carlnielsen está situado a una distancia media del Sol de 2,229 ua, pudiendo alejarse hasta 2,608 ua y acercarse hasta 1,850 ua. Su excentricidad es 0,170 y la inclinación orbital 4,597 grados. Emplea 1216,10 días en completar una órbita alrededor del Sol.

## Características físicas
La magnitud absoluta de Carlnielsen es 13,5. Tiene 5,266 km de diámetro y su albedo se estima en 0,307. 